# Booneville, Mississippi
Booneville là một thành phố thuộc quận Prentiss, tiểu bang Mississippi, Hoa Kỳ. Năm 2010, dân số của thành phố này là 8 743 người.

## Dân số
- Dân số năm 2000: 8 625 người.
- Dân số năm 2010: 8 743 người.